# سرگئی گوتسمانوف
سرگئی گوتسمانوف (بلاروسی: Сяргей Гоцманаў؛ زادهٔ ۲۷ مارس ۱۹۵۹) یک بازیکن فوتبال اهل اتحاد جماهیر سوسیالیستی شوروی است.
از باشگاه‌هایی که در آن بازی کرده‌است می‌توان به باشگاه فوتبال دینامو مینسک، باشگاه فوتبال هالشر، باشگاه فوتبال ساوت‌همپتون و باشگاه فوتبال برایتون و هاو آلبیون اشاره کرد.
وی همچنین در تیم ملی فوتبال بلاروس و تیم ملی فوتبال شوروی بازی کرده است.